# The Eminem Show
The Eminem Show (с англ. — «Шоу Эминема») — четвёртый студийный альбом американского рэпера Эминема и его первый сольный альбом, изданный на собственном лейбле Shady Records в 2002 году.
Создавая этот альбом, Эминем пытался избавиться от скандалов, которые преследовали его в начале карьеры. За свой третий альбом The Marshall Mathers LP рэпер был обвинён в гомофобии, что послужило поводом для многих протестов и митингов. За второй альбом The Slim Shady LP мама Эминема подала в суд на своего сына за клевету.
The Eminem Show — самый продаваемый альбом 2002 года; к концу года было продано около 7,6 миллиона экземпляров. На церемонии вручения премии «Грэмми 2003» альбом был номинирован в категории «Альбом года» и стал третьим альбомом подряд, принёсшим Эминему награду «Лучший рэп-альбом». В то же время на 30-й церемонии премии American Music Awards альбом одержал победу в двух аналогичных номинациях: «Лучший поп/рок-альбом» (аналог «Альбома года») и «Лучший хип-хоп/R&B-альбом». В 2011 году альбом получил статус «бриллиантового RIAA». Объём продаж в США составляет 10 млн экземпляров. Общий объём составил около 30 млн проданных копий по миру.

## Скандальная предыстория
В 2000 году Эминем выпустил свой третий альбом The Marshall Mathers LP, получивший положительные отзывы от музыкальных критиков. Выход альбома был омрачён скандалами и спорами. В частности, за тексты своих песен Эминем был обвинён в гомофобии, и его имя впоследствии стало всё чаще появляться в скандалах. В 2001 году, когда протесты и обвинения достигли своего апогея, Эминем исполнил песню «Stan» вместе с Элтоном Джоном на вручении премии Грэмми 2001.
Однако, помимо обвинений в гомофобии, Маршалл был замечен в ещё одном скандале: в том же 2000 году он напал на охранника, который целовался с его, на тот момент, женой Ким. За это нападение его арестовали и приговорили к одному году условно. Эминем воссоздал этот случай в ските «The Kiss» и в треках «Soldier» и «Say Goodbye Hollywood»: в первом и во втором говорится про нападение, а в третьем про арест. Также в том же 2000 году жена Эминема обвинила его в диффамации из-за песни «Kim», в которой рэпер «убивает» свою жену.
Предыдущий альбом Эминема The Slim Shady LP, вышедший в 1999 году, также был скандальным. Мать Эминема Дебора Нелсон подала в суд на своего сына за клевету в песне «My Name Is», в которой рэпер нелестно отзывается о ней. Мать потребовала от него 10 миллионов долларов, но получила только 1600 долларов в качестве компенсации за моральный ущерб в 2001 году. В том же 2001 году мусорщик Ди’Анджело Бэйли предъявил иск к артисту на сумму один миллион долларов за лживую информацию про него. Поводом для иска послужила песня «Brain Damage», в которой Маршалл читает про свои трудные школьные будни, а также про избиение в школьном туалете, случившееся в 1983 году. Бэйли признался, что приставал к Маршаллу в школе, и добавил, что «только преподал ему урок». В 2003 году иск отклонили.
Запись The Eminem Show также сопровождали скандалы. В июне 2001 года Эминем снова был арестован и приговорён к одному году испытательного срока за незаконное хранение оружия, обнаруженного во время ссоры артиста с одним из сотрудников Psychopathic Records. 31 марта 2002 года, за полтора месяца до выхода The Eminem Show, французский пианист Жак Лусье обвинил Эминема и Dr. Dre в плагиате и предъявил им иск на 10 миллионов долларов. По его словам, бит трека «Kill You» из альбома The Marshall Mathers LP был скопирован с его песни «Pulsion». Лусье также потребовал, чтобы продажи The Marshall Mathers LP были остановлены, а все оставшиеся копии — уничтожены. Однако в 2004 году суд не удовлетворил его требований.

## Производство
Эминем начал записывать альбом во время съёмок фильма «8 миля», в котором играл одну из главных ролей. Песни, написанные тогда, были использованы для саундтрека к фильму, а также вошли в The Eminem Show. Продюсированием альбома большей частью занимался также Эминем: его давний друг Джефф Басс продюсировал всего несколько треков (в основном песни, ставшие синглами). Кроме них, исполнительным продюсером был Dr. Dre, который занимался тремя треками: «Business», «Say What You Say» и «My Dad’s Gone Crazy». В интервью журналу Face Magazine Эминем заявил, что относится к альбому с точки зрения производства как к рок-пластинке; используя гитары и элементы хип-хопа, он хотел запечатлеть атмосферу рока 1970-х годов, которая восхищала его. Также Эминем заявил, что в этом альбоме он «пытался получить лучшее из обоих миров».
В интервью Rolling Stone Эминем говорил, что музыкальная составляющая альбома была для него сложной. Если тексты песен писались очень быстро, то сама музыка занимала определённое количество времени. Эминем раскрылся как битмейкер именно с этого альбома: на The Eminem Show преобладают любовь к минору и лаконичность.

## Об альбоме

### Выпуск и критика
The Eminem Show должен был поступить в продажу в июне 2002 года, однако в интернете стали появляться пиратские копии альбома, что вынудило Interscope Records выпустить альбом 28 мая. Несмотря на это, многие американские магазины начали продавать альбом 26 мая. Однако путаница даты выхода не помешала альбому добиться высоких продаж и успеха в хит-парадах с результатом свыше 300 тыс. экземпляров в первый день и 1,3 млн экземпляров в первую неделю, что стало лучшим результатом 2002 года.
| Совокупная оценка             | Совокупная оценка |
| Источник                      | Оценка            |
| ----------------------------- | ----------------- |
| Metacritic                    | 75/100            |
| Оценки критиков               |                   |
| Источник                      | Оценка            |
| AllMusic                      | [ 28 ]            |
| Роберт Кристгау               | A−                |
| Entertainment Weekly          | B+                |
| Houston Chronicle             | [ 31 ]            |
| NME                           | 9/10              |
| Pitchfork                     | 9.1/10            |
| Q                             | [ 34 ]            |
| Rolling Stone                 | [ 1 ]             |
| The Rolling Stone Album Guide | [ 35 ]            |
| USA Today                     | [ 36 ]            |

Альбом получил высокие оценки у критиков. По данным сайта-агрегатора Metacritic, средний балл равен 75 из 100, что указывает на «в целом благоприятные отзывы». Алекс Нидхэм из NME охарактеризовал его как «фантастический третий альбом». По мнению Стивена Томаса Эрлевайна с Allmusic, The Eminem Show доказывает, что Эминем является золотым стандартом поп-музыки. Роберт Кристгау написал: «Я думаю, что этот альбом представляет собой чёткий, последовательный и формально соответствующий ответ на изменение позиции и роли Эминема. Здесь он признаёт привилегии, которые возникают с приходом известности». Дэвид Браун из Entertainment Weekly заявил, что наиболее пронзительные моменты альбома в то же время отразили противоречия и сложности исполнителя, однако в то же время отметил, что «The Eminem Show» стал доказательством умений Эминема: головокружительной отваги, хулиганского и озорного юмора, индивидуальности, подтверждением чему послужили выступления званых гостей альбома. Slant Magazine выставил альбому 4 балла из 5, написав, что The Eminem Show отобразил частичку настоящего Маршалла Мэтерса. Кроме премии «Грэмми» за «лучший рэп-альбом», Эминем получил следующие награды «MTV Music Video Awards» за клип «Without Me»: «Лучшее мужское видео», «Видео года», «Лучшая режиссура» и «Лучшее рэп-видео». The Eminem Show был самым успешным альбомом Эминема в чартах. Два сингла альбома, «Without Me» и «Cleanin’ Out My Closet», попали в «десятку лучших», а «Sing for the Moment» и «Superman» в «двадцатку», последний добился этого даже без клипа (который всё же был снят, но его можно найти только на DVD-версии фильма «8 миля»). «Business» был выпущен как радиосингл, но не смог добиться таких же высоких результатов.
Несмотря на наличие положительных отзывов, нередко встречались отличные от них рецензии. Например, Марк Хилл из PopMatters заявил, что альбом лишён шокирующей силы предыдущих сборников, и назвал его разочаровывающим сочетанием многообещающих музыкальных экспериментов и текстов без вдохновения. Журнал Q поставил альбому 3 балла из 5, написав: «Эминем перерастает своё прежнее альтер эго, в итоге непременные фарсовые выходки, приколы и глупые выступления с песнями от Shady Records становятся помехой». Uncut также выставили альбому 3 балла из 5, написав, что разрекламированность и чванливость не помешали исполнителю раскрыть свою душу, чтобы «Шоу Эминема» [The Eminem Show] стало неотразимой постановкой. Критик Брент Бозелл III, критиковавший предыдущий альбом рэпера за женоненавистнические тексты, отметил огромное количество непристойных выражений в The Eminem Show и назвал Эминема «Eminef» из-за преобладания слова «motherfucker» а альбоме.

### Основные темы песен
По мнению критиков, The Eminem Show показывает более глубокую, серьёзную сторону Эминема, поэтому альбом не такой «агрессивный» и скандальный, как его предыдущий альбом «The Marshall Mathers LP». Эминем говорит о расизме и о том, как цвет кожи повлиял на его карьеру («White America»), про своё детство («Cleanin’ Out My Closet»), про нападение в 2000 году на охранника ночного клуба, который целовал его жену Ким, и о последующем аресте («Soldier», «Say Goodbye Hollywood»), о своём статусе одновременно рэп- и поп-звезды и о том, как музыка влияет на молодёжь («Sing for the Moment»), про свои отношения с бывшей женой Ким и его дочерью Хейли Джейд («Hailie’s Song»).
Однако в альбоме есть песни и на другие темы. Например, в главном сингле альбома «Without Me» Эминем высмеивает Элвиса Пресли, Limp Bizkit, Moby и многих других исполнителей. В песне «Drips» рассказывается о том, как рэпер заболел венерической болезнью из-за секса. В «My Dad’s Gone Crazy» Эминем рассказывает про то, как его шестилетняя дочь Хейли увидела своего отца, нюхающего наркотики. В «Square Dance» критикуется политика Джорджа Буша. В «Superman» Эминем рассказывает историю о девушке, которая думает, что он её любит, но на самом деле Маршалл от неё устал.
В отличие от The Marshall Mathers LP, The Eminem Show не вызвал споров насчёт текстов песен альбома и обвинений в гомофобии. В альбоме не было таких агрессивных по отношению к женщинам песен, как «Kill You» или «Kim», но всё же присутствуют нецензурные моменты (например, «Drips» была полностью удалена из чистой версии альбома). Тем не менее, они были всё равно не такими отталкивающими, как некоторые треки в «The Marshall Mathers LP». Отсылки к оккультизму, которых хватало в The Slim Shady LP и The Marshall Mathers LP, полностью отсутствовали, кроме фразы «I’ve sold my soul to the Devil» («Я продал душу Дьяволу») из Say Goodbye Hollywood. В «Hailie’s Song» вырезана фраза «abort her» из строчки «God, I’m a daddy, I’m so glad that her mum didn’t abort her» (рус. Боже, я отец и я так счастлив, что её мать не сделала аборт). В майском ревю 2006 года журнала Q Magazine говорилось: «Его два первых альбома выносят на публику „грязное бельё“, а затем самый знаменитый в мире рэпер изучает жизнь в зеркальной комнате, которую сам же и построил для себя» (англ. «His two first albums aired dirty laundry, then the world’s most celebrated rapper examined life in the hall of mirrors he’d built for himself»).

### Цензура
«Чистая версия» The Eminem Show подвергает цензуре гораздо больше ругательств и уничижительных слов, чем в предыдущих альбомах, в которых были разрешены слова «goddamn», «prick», «bastard», «piss», «ass» и «shit». Этот альбом не допускал никакой ненормативной лексики, она была или приглушена, или замаскирована. Иногда из песен удалялись целые предложения, в которых имеется сексуальный контекст. Например, вся песня «Drips» была вырезана из-за наркотического подтекста. Однако некоторые копии «чистой версии» имеют отредактированную «Drips».
Имеются некоторые несоответствия в цензуре «чистой версии». В ските «The Kiss» слово «motherfucker» всё ещё слышно, в «Soldier», который является продолжением скита «The Kiss», слово «bitch» использовалось три раза и отчётливо слышно один раз. В песне «White America» слово «flag» маскируется в строчке «To burn the [flag] and replace it with a parental advisory sticker». В отредактированной «Drips», после куплета Оби Трайса, можно услышать слово «fuck».

### Приглашённые звёзды
В альбоме было всего пять приглашённых звёзд (если не считать дочь Эминема, Хейли Джейд Мэтерс, которая участвовала в записи трека «My Dad’s Gone Crazy»). Dr. Dre участвовал в записи «Say What You Say», Nate Dogg пел припев «’Till I Collapse», группа Маршалла D12 участвовала в песне «When The Music Stops», а Оби Трайс пел первый куплет «Drips». «Superman» пела Дина Рей.

## Влияние и наследие
В 2003 году альбом занял 317-е место в списке 500 величайших альбомов всех времён по версии журнала Rolling Stone, а позже и 84-е место в списке лучших альбомов десятилетия от этого же журнала. Альбом получил положительную оценку большинства музыкальных критиков и часто обсуждается как самая личная и лучшая работа Эминема. В интервью для MTV, которое было сделано 25 мая 2002 года, Эминем сказал, что The Eminem Show — его лучшая запись. Этот альбом назван классическим и одним из величайших альбомов десятилетия 2000-х годов. В 2012 году журнал Complex назвал его «классическим» альбомом, которым Эминем «закрепил за собой место одной из самых важных фигур в истории рэпа». Журнал Billboard поставил этот альбом на 56-е место в списке 200 лучших альбомов всех времён.
Некоторые треки из этого альбома используются в саундтреках, клипах, фильмах, играх и трейлерах. Например, «’Till I Collapse» был в фильме «Живая сталь» и в трейлере к Call of Duty: Modern Warfare 2, «Sing for the Moment» — в трейлере к мультфильму «Зверопой», «Without Me» — в фильме «Отряд самоубийц», в клипе 50 Cent «In Da Club» и в трейлере к мультфильму «Гадкий я 2», «Say Goodbye Hollywood» — в конце фильма «Альфа Дог». Также изначально заглавной темой к фильму «8 миля» должна была стать «Cleanin' Out My Closet».

### Пародии

Обложка пародийного альбома The Ken Kaniff Show

В 1999 году Эминем выпустил второй альбом The Slim Shady LP, получивший положительные отзывы от критиков и ставший переворотным альбомом Маршалла в карьере. Помимо злого альтер эго Эминема Слима Шейди (англ. Slim Shady), в этом альбоме был также Кен Канифф (англ. Ken Kaniff), появившийся в одноимённом ските. Кен Канифф — гей, высмеивающий песни Эминема. Первоначально Кена сыграл рэпер Аристотель, но после ссоры рэперов Маршалл забрал персонажа и в итоге сам сыграл его во всех своих альбомах, кроме Encore, Recovery, Revival и Kamikaze. В этом альбоме Кен также присутствует — он появляется в финальном ските альбома «Curtains Close». Там Кен подходит к микрофону и напевает пустому залу свою версию песни «Without Me».
Обиженный Аристотель в 2002 году записал своеобразную пародию на альбом — The Ken Kaniff Show. В этом микстейпе Аристотель диссит Эминема. В The Ken Kaniff Show 14 треков, 2 из которых скиты. Обложка альбома практически полностью идентична своему оригиналу, единственное, что отличает обложку альбома Аристотеля, — отсутствие сидящего на ступенях Эминема, вместо этой картины написано You MAN Enuff? (с англ. — «Ты настоящий МУЖИК?»). Продюсерами этого альбома выступили Bass Brothers (Джефф Басс и Марк Басс), они также являлись продюсерами The Eminem Show.

### Переиздания и расширенная версия

Переиздание альбома на аудиокассетах

В 2016 году альбомам The Slim Shady LP и The Marshall Mathers LP исполнилось 17 и 16 лет соответственно. В честь этих событий Эминем объявил о переизданиях этих альбомов на аудиокассетах. В переиздание альбома The Slim Shady LP входили чёрная футболка с логотипом альбома на левой части груди и сама кассета. Главной особенностью кассеты была 3D-обложка. Следующий альбом, The Marshall Mathers LP, был уже с другой комплектацией: вместе с кассетой и футболкой продавались кирпичи сгоревшего дома Эминема, показанного на обложке, и жетоны, сделанные из дерева. Кирпичей было около семисот, и каждый из них имел свой номер и подпись рэпера.
К 15-летию The Eminem Show Эминем объявил о «капсульном» переиздании альбома. В июне 2017 года переиздание увидело свет. В комплекте вместе с кассетой шли белая футболка, на которой был изображён неработающий телевизор с надписью THE EMINEM SHOW, и большой буклет к альбому. Все надписи в буклете Эминем написал сам.
26 мая 2022, в честь 20-летия альбома, Эминем выпустил «расширенную» версию, в которую вошли записи живых выступлений, инструментальные версии треков, а также некоторые неизданные песни. Песня «Jimmy, Brian and Mike», вошедшая в новую версию, является дуэтом Эминема с самим собой разных возрастов, из 2002 и 2022 годов.

## Список композиций
| №   | Название                                    | Продюсер(ы)        | Длительность |
| --- | ------------------------------------------- | ------------------ | ------------ |
| 1.  | «Curtains Up» (скит)                        | Эминем             | 0:29         |
| 2.  | «White America»                             | Эминем             | 5:24         |
| 3.  | «Business»                                  | Dr. Dre            | 4:11         |
| 4.  | «Cleanin’ Out My Closet»                    | Эминем, Джефф Басс | 4:58         |
| 5.  | «Square Dance»                              | Эминем             | 5:23         |
| 6.  | «The Kiss» (скит)                           | Эминем             | 1:15         |
| 7.  | «Soldier»                                   | Эминем             | 3:46         |
| 8.  | «Say Goodbye Hollywood»                     | Эминем             | 4:32         |
| 9.  | «Drips» (при уч. Оби Трайса)                | Эминем             | 4:45         |
| 10. | «Without Me»                                | Эминем, Джефф Басс | 4:50         |
| 11. | «Paul Rosenberg» (скит)                     |                    | 0:22         |
| 12. | «Sing for the Moment»                       | Эминем             | 5:39         |
| 13. | «Superman» (при уч. Дины Рей)               | Эминем             | 5:50         |
| 14. | «Hailie’s Song»                             | Эминем             | 5:20         |
| 15. | «Steve Berman» (скит)                       |                    | 0:33         |
| 16. | «When the Music Stops» (при уч. D12)        | Эминем             | 4:29         |
| 17. | «Say What You Say» (при уч. Dr. Dre)        | Dr. Dre            | 5:09         |
| 18. | «’Till I Collapse» (при уч. Nate Dogg)      | Эминем             | 4:57         |
| 19. | «My Dad’s Gone Crazy» (при уч. Хейли Джейд) | Dr. Dre            | 4:27         |
| 20. | «Curtains Close» (скит)                     | Эминем             | 1:01         |

| №   | Название                                | Характеристика             | Длительность |
| --- | --------------------------------------- | -------------------------- | ------------ |
| 1.  | «Brain Damage / Just Don't Give A F***» | Концерт в Нью-Йорке        |              |
| 2.  | «Eminem's Life and New Album»           | Короткометражный фильм     |              |
| 3.  | «Just Don't Give A F***»                | Музыкальный видеоклип      |              |
| 4.  | «Eminem: All Access Europe»             | Анонс                      |              |
| 5.  | «Producing Tracks»                      | Короткометражный фильм     |              |
| 6.  | «The Way I Am»                          | Концерт                    |              |
| 7.  | «The Real Slim Shady»                   | Концерт                    |              |
| 8.  | «Thank You's»                           | Короткометражный фильм     |              |
| 9.  | «8 миля»                                | Трейлер                    |              |
| 10. | «Slimshank Redemption»                  | Скит с The Slim Shady Show |              |
| 11. | «New Victims»                           | Короткометражный фильм     |              |

| №  | Название      | Характеристика        | Длительность |
| -- | ------------- | --------------------- | ------------ |
| 1. | «Without Me»  | Музыкальный видеоклип |              |
| 2. | «Without Me»  | Караоке-версия        |              |
| 3. | «Without Me»  | Съёмки                |              |
| 4. | «Eminem Talk» | Интервью              |              |

Список композиций, семплы которых были использованы в ходе работы над альбомом
- В «Without Me» используются семплы из песен «Buffalo Gals» Малькольма Макларена и «Rap Name» Оби Трайса, а также эта песня содержит несколько отсылок к собственной песне Эминема «The Real Slim Shady».
- В ските «Steve Berman» на фоне играет песня «It Ain’t Nuttin’ But Music» группы D12 из альбома Devil’s Night.
- В «Sing For The Moment» используется семпл из песни «Dream On» группы Aerosmith.
- В «Soldier» и «’Till I Collapse» используется вставка из песни «We Will Rock You» группы Queen.

## Участники записи
По информации сайта AllMusic

| - Эминем — основной исполнитель, продюсер - Джефф Басс — композитор, исполнительный продюсер, гитара, клавишные, продюсер - Марк Басс — исполнительный продюсер - Стив Боуман — инженер записи, микширование - Кевин Белл — композитор - Стив Берман — приглашённый исполнитель - D12 — приглашённый исполнитель - DJ Head — продюсер, ударные | - Dr. Dre — продюсер, исполнительный продюсер, приглашённый исполнитель, микширование - Nate Dogg — приглашённый исполнитель - Mr. Porter — продюсер - Джо Перри — гитара (для Sing For The Moment) - Стивен Тайлер — вокал (для Sing For The Moment) - Дина Рей — бэк-вокал - Луис Ресто — клавишные - Оби Трайс — приглашённый исполнитель - Марк Элизондо — клавишные, гитара |

## Позиции в чартах и сертификации
| Хит-парад                            | Источник                           | Высшая позиция | Сертификация            | Продано экземпляров |
| ------------------------------------ | ---------------------------------- | -------------- | ----------------------- | ------------------- |
| U.S. Billboard 200                   | Billboard/RIAA                     | 1              | Бриллиантовый           | 10 млн              |
| U.S. Billboard Top Internet Albums   | Billboard/RIAA                     | 13             | Бриллиантовый           | 10 млн              |
| European Albums Chart                | IFPI                               | 1              | Четырежды платиновый    | 4 млн+              |
| Argentinian Albums Chart             | CAPIF                              | N/A            | Золотой                 | 20 000+             |
| Australian Albums Chart              | ARIA                               | 1              | Восьмикратно платиновый | 560 000+            |
| Austrian Albums Chart                | Media Control Europe               | 1              | Дважды платиновый       | 60 000+             |
| Brazilian Albums Chart               | ABPD                               | N/A            | Золотой                 | 50 000+             |
| Canadian Albums Chart                | Nielsen SoundScan                  | 1              | Бриллиантовый           | 1 000 000+          |
| Dutch Albums Chart                   | NVPI/Megacharts                    | 1              | Платиновый              | 70 000+             |
| Finnish Albums Chart                 | GLF                                | 1              | Дважды платиновый       | 62 212              |
| French Albums Chart                  | SNEP/IFOP                          | 2              | Дважды платиновый       | 600 000+            |
| German Albums Chart                  | Media Control                      | 1              | Дважды платиновый       | 600 000+            |
| Mexican Albums Chart                 | AMPROFON                           | 3              | Золотой                 | 75 000+             |
| Mexican International Chart Position | AMPROFON                           | 1              | Золотой                 | 75 000+             |
| New Zealand Albums Chart             | RIANZ                              | 1              | Девятикратно платиновый | 135 000+            |
| Norwegian Albums Chart               | VG Nett                            | 1              | Платиновый              | 30 000+             |
| Swedish Albums Chart                 | GLF                                | 1              | Дважды платиновый       | 120 000+            |
| Swiss Albums Chart                   | Media Control                      | 1              | Трижды платиновый       | 120 000+            |
| UK Albums Chart                      | BPI/The Official UK Charts Company | 1              | Четырежды платиновый    | 1,2 млн+            |

### Другие чарты
- Hungary Album Charts — дважды платиновый (12 000+)
- Italian Album Charts — платиновый (170 000)
- Japanese Album Charts — платиновый (405 000)[84]
- Portuguese Album Charts — дважды платиновый (40 000+)[85]
- Korean Album Charts — шестикратно платиновый (202 390)
- South African Albums[86]

## Позиции синглов в чартах
| Год  | Песня                    | Высшая позиция    | Высшая позиция | Высшая позиция  |                 |                   |               |
| Год  | Песня                    | Billboard Hot 100 | UK Top 40      | Hot Rap Singles | Rhythmic Top 40 | Top 40 Mainstream | Top 40 Tracks |
| 2002 | «Without Me»             | #2                | #1             | #5              | #1              | #1                | #1            |
| 2002 | «My Dad’s Gone Crazy»    | #115              | -              | -               | -               | -                 | -             |
| 2002 | «Cleanin’ Out My Closet» | #4                | #4             | #5              | #2              | #7                | #5            |
| 2002 | «Hailie’s Song»          | #113              | #9             | -               | -               | -                 | -             |
| 2003 | «Business»               | -                 | #6             | -               | -               | -                 | -             |
| 2003 | «Superman»               | #15               | -              | #10             | #5              | #10               | #9            |
| 2003 | «Sing for the Moment»    | #14               | #6             | #10             | #18             | #5                | #5            |